# La Paloma-Lost Creek
La Paloma-Lost Creek es un lugar designado por el censo ubicado en el condado de Nueces en el estado estadounidense de Texas. En el Censo de 2010 tenía una población de 408 habitantes y una densidad poblacional de 18,56 personas por km².

## Geografía
La Paloma-Lost Creek se encuentra ubicado en las coordenadas 27°43′10″N 97°44′21″O / 27.71944, -97.73917. Según la Oficina del Censo de los Estados Unidos, La Paloma-Lost Creek tiene una superficie total de 21.98 km², de la cual 21.98 km² corresponden a tierra firme y (0%) 0 km² es agua.

## Demografía
Según el censo de 2010, había 408 personas residiendo en La Paloma-Lost Creek. La densidad de población era de 18,56 hab./km². De los 408 habitantes, La Paloma-Lost Creek estaba compuesto por el 83.33% blancos, el 0% eran afroamericanos, el 0.98% eran amerindios, el 0.25% eran asiáticos, el 0% eran isleños del Pacífico, el 13.97% eran de otras razas y el 1.47% pertenecían a dos o más razas. Del total de la población el 73.77% eran hispanos o latinos de cualquier raza.